# 莫雷利亞 (卡克塔省)
莫雷利亞是哥倫比亞的城鎮，位於該國南部，由卡克塔省負責管轄，始建於1922年，面積440平方公里，海拔高度544米，2005年人口3,580，人口密度每平方公里8.14人。

## 外部連結
- Morelia, Caqueta official website （页面存档备份，存于）

1°29′15″N 75°43′30″W / 1.4875°N 75.725°W